# Gran Premio de Aragón de Motociclismo

Trazado de Motociclismo del circuito de Motorland Aragón.

El Gran Premio de Aragón de Motociclismo es una carrera de motociclismo de velocidad puntuable para el Campeonato Mundial de Motociclismo que se celebra en el circuito Motorland Aragón de Alcañiz (Teruel, Aragón, España).
Este Gran Premio se estrenó en 2010, en sustitución del de Hungría. En aquel momento, su vigencia se confirmó hasta 2016; en 2016 se amplió su vigencia hasta 2021; y en 2022 se amplió su vigencia hasta 2026.

## Ediciones
- 1.ª edición: 17, 18 y 19 de septiembre de 2010.
- 2.ª edición: 16, 17 y 18 de septiembre de 2011.
- 3.ª edición (GP Iveco de Aragón): 28, 29 y 30 de septiembre de 2012.
- 4.ª edición (GP Iveco de Aragón): 27, 28 y 29 de septiembre de 2013.
- 5.ª edición (GP Movistar de Aragón): 26, 27 y 28 de septiembre de 2014.
- 6.ª edición (GP Movistar de Aragón): 25, 26 y 27 de septiembre de 2015.
- 7.ª edición (GP Movistar de Aragón): 23, 24 y 25 de septiembre de 2016.
- 8.ª edición (GP Movistar de Aragón): 22, 23 y 24 de septiembre de 2017.
- 9.ª edición (GP Movistar de Aragón): 21, 22 y 23 de septiembre de 2018.
- 10.ª edición (GP Michelin de Aragón): 20, 21 y 22 de septiembre de 2019.
- 11.ª edición (GP Michelin de Aragón): 16, 17 y 18 de octubre de 2020.
- 12.ª edición (GP Tissot de Aragón): 10, 11 y 12 de septiembre de 2021.
- 13.ª edición (GP Aminoca Brands de Aragón): 16, 17 y 18 de septiembre de 2022.
- 14.ª edición (GP GoPro de Aragón): 30, 31 de agosto y 1 de septiembre de 2024.
- 15.ª edición (GP GoPro de Aragón): 6, 7 y 8 de junio de 2025.

## Ganadores del Gran Premio de Aragón

### Ganadores múltiples (pilotos)
| # Victorias | Piloto        | Victorias | Victorias                                |
| # Victorias | Piloto        | Categoría | Años Ganador                             |
| ----------- | ------------- | --------- | ---------------------------------------- |
| 8           | Marc Márquez  | MotoGP    | 2013, 2016, 2017, 2018, 2019, 2024, 2025 |
| 8           | Marc Márquez  | Moto2     | 2011                                     |
| 2           | Casey Stoner  | MotoGP    | 2010, 2011                               |
| 2           | Pol Espargaró | Moto2     | 2012                                     |
| 2           | Pol Espargaró | 125 cc    | 2010                                     |
| 2           | Nicolás Terol | Moto2     | 2013                                     |
| 2           | Nicolás Terol | 125 cc    | 2011                                     |
| 2           | Jorge Lorenzo | MotoGP    | 2014, 2015                               |
| 2           | Brad Binder   | Moto2     | 2018, 2019                               |
| 2           | Álex Rins     | MotoGP    | 2020                                     |
| 2           | Álex Rins     | Moto3     | 2013                                     |
| 2           | Sam Lowes     | Moto2     | 2016, 2020                               |

### Ganadores múltiples (constructores)
| # Victorias | Constructor | Victorias | Victorias                                                  |
| # Victorias | Constructor | Categoría | Años ganador                                               |
| ----------- | ----------- | --------- | ---------------------------------------------------------- |
| 12          | Honda       | MotoGP    | 2011, 2012, 2013, 2016, 2017, 2018, 2019                   |
| 12          | Honda       | Moto3     | 2016, 2017, 2018, 2020, 2021                               |
| 10          | Kalex       | Moto2     | 2012, 2014, 2015, 2016, 2017, 2020, 2021, 2022, 2024, 2025 |
| 8           | KTM         | Moto2     | 2018, 2019                                                 |
| 8           | KTM         | Moto3     | 2013, 2014, 2015, 2019, 2024, 2025                         |
| 5           | Ducati      | MotoGP    | 2010, 2021, 2022, 2024, 2025                               |
| 2           | Suter       | Moto2     | 2011, 2013                                                 |
| 2           | Yamaha      | MotoGP    | 2014, 2015                                                 |

### Ganadores múltiples (países)
| # Victorias | País        | Victorias | Victorias                                                        |
| # Victorias | País        | Categoría | Años ganador                                                     |
| ----------- | ----------- | --------- | ---------------------------------------------------------------- |
| 29          | España      | MotoGP    | 2012, 2013, 2014, 2015, 2016, 2017, 2018, 2019, 2020, 2024, 2025 |
| 29          | España      | Moto2     | 2011, 2012, 2013, 2014, 2015, 2021, 2022                         |
| 29          | España      | Moto3     | 2012, 2013, 2016, 2017, 2018, 2019, 2020, 2022, 2024, 2025       |
| 29          | España      | 125 cc    | 2010, 2011                                                       |
| 6           | Italia      | MotoGP    | 2021, 2022                                                       |
| 6           | Italia      | Moto2     | 2010, 2017                                                       |
| 6           | Italia      | Moto3     | 2014, 2021                                                       |
| 3           | Reino Unido | Moto2     | 2016, 2020, 2024                                                 |
| 2           | Australia   | MotoGP    | 2010, 2011                                                       |
| 2           | Sudáfrica   | Moto2     | 2018, 2019                                                       |

### Por año
| 2025 | Motorland Aragón | David Muñoz        | KTM          | Deniz Öncü        | Kalex        | Marc Márquez      | Ducati       |              |              |              |              |
| 2024 | Motorland Aragón | José Antonio Rueda | KTM          | Jake Dixon        | Kalex        | Marc Márquez      | Ducati       |              |              |              |              |
| 2023 | No disputado     | No disputado       | No disputado | No disputado      | No disputado | No disputado      | No disputado | No disputado | No disputado | No disputado | No disputado |
| 2022 | Motorland Aragón | Izan Guevara       | Gas Gas      | Pedro Acosta      | Kalex        | Enea Bastianini   | Ducati       |              |              |              |              |
| 2021 | Motorland Aragón | Dennis Foggia      | Honda        | Raúl Fernández    | Kalex        | Francesco Bagnaia | Ducati       |              |              |              |              |
| 2020 | Motorland Aragón | Jaume Masiá        | Honda        | Sam Lowes         | Kalex        | Álex Rins         | Suzuki       |              |              |              |              |
| 2019 | Motorland Aragón | Arón Canet         | KTM          | Brad Binder       | KTM          | Marc Márquez      | Honda        |              |              |              |              |
| 2018 | Motorland Aragón | Jorge Martín       | Honda        | Brad Binder       | KTM          | Marc Márquez      | Honda        |              |              |              |              |
| 2017 | Motorland Aragón | Joan Mir           | Honda        | Franco Morbidelli | Kalex        | Marc Márquez      | Honda        |              |              |              |              |
| 2016 | Motorland Aragón | Jorge Navarro      | Honda        | Sam Lowes         | Kalex        | Marc Márquez      | Honda        |              |              |              |              |
| 2015 | Motorland Aragón | Miguel Oliveira    | KTM          | Esteve Rabat      | Kalex        | Jorge Lorenzo     | Yamaha       |              |              |              |              |
| 2014 | Motorland Aragón | Romano Fenati      | KTM          | Maverick Viñales  | Kalex        | Jorge Lorenzo     | Yamaha       |              |              |              |              |
| 2013 | Motorland Aragón | Álex Rins          | KTM          | Nicolás Terol     | Suter        | Marc Márquez      | Honda        |              |              |              |              |
| 2012 | Motorland Aragón | Luis Salom         | Kalex KTM    | Pol Espargaró     | Kalex        | Dani Pedrosa      | Honda        |              |              |              |              |
| Año  | Circuito         | 125 cc             | 125 cc       | Moto2             | Moto2        | MotoGP            | MotoGP       |              |              |              |              |
| Año  | Circuito         | Piloto             | Constructor  | Piloto            | Constructor  | Piloto            | Constructor  |              |              |              |              |
| 2011 | Motorland Aragón | Nicolás Terol      | Aprilia      | Marc Márquez      | Suter        | Casey Stoner      | Honda        |              |              |              |              |
| 2010 | Motorland Aragón | Pol Espargaró      | Derbi        | Andrea Iannone    | Speed Up     | Casey Stoner      | Ducati       |              |              |              |              |